# Frans Gunnar Bengtsson
Pour les articles homonymes, voir Bengtsson.
Compléments
Académie royale suédoise des belles-lettres, d'histoire et des antiquités
Frans Gunnar Bengtsson est un écrivain et poète suédois né à Tossjö (sv) le 4 octobre 1894 et décédé au château de Ribbingsfors (en) le 19 décembre 1954. Son œuvre la plus célèbre (et la plus traduite) est sans aucun doute Orm le rouge, un roman d'aventure inspiré des sagas et mettant en scène un Viking et ses proches aux alentours de l'An mil.
Bengtsson s'intéressait particulièrement aux hommes d'action capables de façonner l'histoire de leur temps. Il a ainsi consacré des essais à des personnages historiques comme Cromwell, Charles XII, Napoléon et le général Lee. Il admirait aussi les pensées de Schopenhauer et de Gobineau.
Bengtsson fut également un joueur d'échecs suédois de bon niveau à l'époque de la Première Guerre mondiale.
Le nom de Bengtsson a été donné à un tournoi d'échecs organisé à Lund chaque année depuis 1967. La poste suédoise a également émis un timbre-poste à son effigie en 1994. Son roman Orm le rouge a inspiré un ingénieur de l'entreprise de télécommunications suédois Ericsson pour le nom de la technologie Bluetooth.
Il obtient le grand prix des Neuf en 1945. 

## Œuvres principales
- Tärningkast (1923) recueil de poèmes d'inspiration parnassienne
- Silversköldarna (1931) recueil d'essais (l'un de ces essais est consacré à la pensée de Gobineau)
- De långhåriga merovingerna (1933) recueil de 17 essais consacrés à divers thèmes (le premier essai concerne par exemple le législateur Zaleucos et le second, l'Histoire des francs de Grégoire de Tours)
- Karl XII:s levnad (1935-1936) ouvrage en deux tomes consacré à la vie du roi de Suède Charles XII
- Orm le rouge (Röde Orm) le récit des aventures de Orm, le Viking
  - tome 1: Sur les mers de la route de l'Ouest (Sjöfarare i västerled, 1941,  (ISBN 2-910030-37-7))
  - tome 2: Au pays et sur la route de l'Est (Hemma och i österled, 1945,  (ISBN 2-910030-44-X))